# Metavauxita
La metavauxita es un mineral de la clase de los minerales fosfatos. Fue descubierta en 1927 en la mina Siglo Veinte en el municipio de Llallagua de la provincia de Rafael Bustillo, en el departamento de Potosí (Bolivia), siendo nombrada así por su relación molecular con la vauxita.

## Características químicas
Químicamente es un fosfato de hierro y aluminio, hidroxilado e hidratado. Es un dimorfo del mineral paravauxita, con igual fórmula química pero que cristaliza en el sistema cristalino triclínico, mientras que la metavauxita es monoclínico.

## Formación y yacimientos
Es un mineral raro de encontrar, formado como secundario en la zona de oxidación de yacimientos en vetas de minerales de estaño.
Suele encontrarse asociado a otros minerales como: wavellita, vauxita, cuarzo o paravauxita.

## Usos
Se extrae en las minas junto a otros minerales de su mismo tipo como mena del hierro o aluminio.